# Îles extérieures de Yap
L'expression îles extérieures de Yap (Outer islands of Yap) désigne l'ensemble des îles de l'État de Yap à l'exception des îles Yap dans les États fédérés de Micronésie. Cette dénomination ne correspond pas à une région géographique naturelle mais à un concept employé dans les documents administratifs et dans le langage courant. La prépondérance économique et politique de l'archipel des îles Yap au sein de l'État de Yap a conduit à l'apparition de cette expression. Il existe aussi l'expression Rei Matau (« [les îles des] hommes de la haute mer »). 
En 2010, les îles extérieures de Yap comptent 4 006 habitants répartis en dix municipalités : Eauripik, Elato, Fais, Faraulep, Ifalik, Lamotrek, Ngulu, Satawal, Ulithi et Woleai. Près de 35 % de la population de l'État de Yap vit dans cette région.
Lors des élections législatives internes à l'État de Yap, les municipalités de cette région sont réparties en quatre districts électoraux, chacun élisant pour quatre ans un sénateur au scrutin uninominal majoritaire à un tour. Les districts sont numérotés de 2 à 5, le premier district étant celui des îles Yap qui n'appartient pas à cette région. Le deuxième district comprend les municipalités de Fais, de Ngulu, d'Ulithi et la municipalité inhabitée de Sorol. Le troisième district concerne la municipalité de Woleai. Les municipalités d'Eauripik, de Faraulep et d'Ifalik sont regroupées dans le quatrième district, les municipalités d'Elato, de Lamotrek et de Satawal dans le cinquième.

## Démographie des îles extérieures de Yap
| 1920         | 1925         | 1930         | 1935         | 1947         | 1958  | 1967         |
| ------------ | ------------ | ------------ | ------------ | ------------ | ----- | ------------ |
| 2 960 (est.) | 2 711 (est.) | 2 465 (est.) | 2 312 (est.) | 2 299 (est.) | 2 278 | 2 738 (est.) |

| 1973  | 1980  | 1987  | 1994  | 2000  | 2010  | - |
| ----- | ----- | ----- | ----- | ----- | ----- | - |
| 2 730 | 2 897 | 3 498 | 4 259 | 3 850 | 4 006 | - |

## Démographie des municipalités
| Municipalité | Superficie (km2) | 1958 | 1967 (est.) | 1973 | 1980 | 1987 | 1994  | 2000 | 2010  |
| ------------ | ---------------- | ---- | ----------- | ---- | ---- | ---- | ----- | ---- | ----- |
| Eauripik     | 0.236            | 141  | 149         | 127  | 121  | 101  | 118   | 113  | 114   |
| Elato        | 0.895            | 40   | 47          | 32   | 51   | 71   | 121   | 96   | 105   |
| Fais         | 2.6              | 216  | 234         | 212  | 207  | 253  | 301   | 215  | 294   |
| Faraulep     | 0.422            | 112  | 149         | 132  | 132  | 183  | 223   | 221  | 193   |
| Ifalik       | 1.47             | 301  | 325         | 314  | 389  | 477  | 653   | 561  | 578   |
| Lamotrek     | 0.982            | 172  | 243         | 233  | 242  | 274  | 385   | 339  | 329   |
| Ngulu        | 0.4              | 45   | 7           | 8    | 21   | 30   | 38    | 26   | 6     |
| Satawal      | 1.1              | 285  | 392         | 354  | 386  | 466  | 560   | 531  | 501   |
| Ulithi       | 3.57             | 460  | 548         | 710  | 710  | 852  | 1 016 | 773  | 847   |
| Woleai       | 4.5              | 488  | 642         | 608  | 638  | 791  | 844   | 975  | 1 039 |